# Erigone albescens
Erigone albescens Banks, 1898 è un ragno appartenente alla famiglia Linyphiidae.

## Descrizione
L'unico esemplare descritto è una femmina di 1,8 mm. Il cefalotorace, le zampe, le mandibole e lo sternum sono uniformemente gialli, l'addome è uniformemente grigio biancastro; gli occhi si trovano all'interno di una chiazza nera, la testa è relativamente elevata; la serie di occhi posteriori è curva in avanti. Le mandibole sono di dimensioni moderate, sono verticali e dispongono sul margine inferiore diversi denti e al di sotto una serie di dentelli; lo sterno è ampio, i lati sono arrotondati e la parte inferiore tende ad essere di forma appuntita ma non tagliente; le zampe sono di moderata lunghezza, con molti peli e poche spine; l'addome è oviforme e coperto da duri peli sparpagliati che nascono da piccolissimi puntini gialli; l'epigino mostra due line scure che si avvicinano l'una all'altra dal di sotto e una chiazza scura presente esternamente rispetto alle estremità.

## Distribuzione e habitat
La specie è stata rinvenuta negli Stati Uniti, precisamente a Washington, all'interno di bare aperte durante il trasferimento di un cimitero in un'altra località.

## Tassonomia
È stato descritto solamente l'olotipo di questa specie nel 1898 e ad ora, 2014, non sono note sottospecie.